# Experiment Schneuwly
Experiment Schneuwly ist eine Schweizer Fernsehserie mit 15 Episoden in 3 Staffeln (Stand 2021), die vom  Schweizer Fernsehen und Lomotion co-produziert wurde.

## Handlung
Herr und Frau Schneuwly erklären sich im Rahmen eines Experiments bereit, eine für sie fremde Welt zu betreten. Das gutmütige Ehepaar wird zu möglichst frivolen Aktivitäten motiviert. Dabei kommt ihnen die gutbürgerliche Gehorsamkeit entgegen. Ein ironischer Beitrag zu einem immer grösser werdenden Stadt-Land-Graben.

## Kritiken
„«Experiment Schneuwly» ist so authentisch, dass es weh tut.“

„«Experiment Schneuwly» revolutioniert den Umgang mit Mundart im Film.“

„Es tut phasenweise richtig weh, diesem Schneuwly-Klotz in der Paartherapie zuzuschauen, zumal es in manchen Ehen wohl tatsächlich so abläuft.“

„Anne Hodler und Matto Kämpf haben ihre Figuren zu Ikonen des Bünzlitums gemeisselt.“

„Grosse Dialektkunst, die sich in den «Schrumpfsätzen» und im «passiv-aggressiven Hin und Her in einer bei lebendigem Leib mumifizierten Ehe» zeigen...“

„«Experiment Schneuwly» bietet mehr als nur die simple Belustigung über verunsicherte Provinzler. Die Figuren sind nicht nur mit Nonsens, sondern auch mit Liebenswürdigkeit bestückt.“